# Ермиловка (Томская область)
Ермиловка — село в Чаинском районе Томской области, Россия. Входит в состав Подгорнского сельского поселения.

## История
Основано в 1912 году. По данным 1926 года в заимке Ермиловской имелось 15 хозяйств и проживало 73 человека (в основном — русские). В административном отношении входила в состав Подгорнского сельсовета Чаинского района Томского округа Сибирского края.

## Население
| 1926 | 1931 | 1940 | 1956 | 1995 | 1996 | 1997 |
| ---- | ---- | ---- | ---- | ---- | ---- | ---- |
| 73   | ↗109 | ↗241 | ↗282 | ↘272 | ↘262 | ↘257 |
| 1998 | 1999 | 2002 | 2010 | 2012 | 2013 | 2014 |
| ↗259 | ↗280 | ↘213 | ↘199 | ↘193 | ↘192 | ↘190 |
| 2015 | 2021 |      |      |      |      |      |
| ↘182 | ↗216 |      |      |      |      |      |

Половой состав
По данным Всероссийской переписи населения 2010 года в гендерной структуре населения мужчины составляли 48,2 %, женщины — соответственно 51,8 %.
Национальный состав
По данным 1926 года в селении проживали в основном русские.
Согласно результатам переписи 2002 года, в национальной структуре населения русские составляли 88 %.